# Liste der Kulturdenkmale in Esslingen am Neckar/Stadtteile
In der Liste der Kulturdenkmale in Esslingen am Neckar sind Bau- und Kunstdenkmale in den Stadtteilen außerhalb der Kernstadt der Stadt Esslingen am Neckar verzeichnet. Die Liste wurde nach der Denkmaltopographie Bundesrepublik Deutschland erstellt.
Die Denkmale der Kernstadt sind in der Liste der Kulturdenkmale in Esslingen am Neckar erfasst.
Diese Liste ist nicht rechtsverbindlich. Eine rechtsverbindliche Auskunft ist lediglich auf Anfrage bei der Unteren Denkmalschutzbehörde der Stadt Esslingen (Baurechtsamt) erhältlich.

## Allgemein
- Bild: Zeigt ein ausgewähltes Bild aus Commons, „Weitere Bilder“ verweist auf die Bilder im Medienarchiv Wikimedia Commons.
- Bezeichnung: Nennt den Namen, die Bezeichnung oder die Art des Kulturdenkmals.
- Lage: Straßenname und Hausnummer oder Flurstücknummer des Kulturdenkmals, gegebenenfalls auch den Ortsteil. Die Grundsortierung der Liste erfolgt nach dieser Adresse. Der Link (Karte) führt zu verschiedenen Kartendiensten mit der Position des Kulturdenkmals. Fehlt dieser Link, wurden die Koordinaten noch nicht eingetragen. Sind diese bekannt, können sie über ein Tool mit einer Kartenansicht einfach nachgetragen werden. In dieser Kartenansicht sind Kulturdenkmale ohne Koordinaten mit einem roten bzw. orangen Marker dargestellt und können durch Verschieben auf die richtige Position in der Karte mit Koordinaten versehen werden. Kulturdenkmale ohne Bild sind an einem blauen bzw. roten Marker erkennbar.
- Datierung: Baubeginn, Fertigstellung, Datum der Erstnennung oder grobe zeitliche Einordnung entsprechend des Eintrags in der zuständigen Denkmaldatenbank (Landesamt für Denkmalpflege Baden-Württemberg).
- Beschreibung: Kurzcharakteristik des Kulturdenkmals.

## Berkheim
| Bild | Bezeichnung                                                       | Lage | Datierung                  | Beschreibung | ID |
| ---- | ----------------------------------------------------------------- | --- | -------------------------- | --- | -- |
|      | Gräberfeld                                                        | Albert-Kraft-Straße (Karte)                                                                                                   | frühes Mittelalter         | Frühmittelalterliches Gräberfeld (siehe Gartenstraße) Geschützt nach § 2 DSchG | BW |
|      | Mittelalterlicher und frühneuzeitlicher Ortskern (Sachgesamtheit) | Am Schäferplatz, Augustenstraße, Brunnenstraße, Dürrbeundstraße, Im Honighof, Klarastraße, Konsumstraße, Soflenstraße (Karte) | Mittelalter, frühe Neuzeit | Auf dem Gebiet von Berkheim gibt es Spuren einer Besiedlung seit dem 3. Jahrtausend v. Chr. Aus der Römerzeit gibt es Spuren in Form einer Villa. Die erste kleine Holzkirche entstand gegen Ende des 7. Jahrhunderts. 1142 wurde Berkheim von Graf Berthold von Hohenberg-Lindenfels dem Kloster Denkendorf vermacht. Geschützt nach § 2 DSchG | BW |
|      | Rat- und Schulhaus                                                | Brunnenstraße 26 (Karte) | 1780                       | Fachwerkbau von 1780 Geschützt nach § 2 DSchG |    |
|      | Evangelische Michaelskirche                                       | Brunnenstraße 31 (Karte) | 12. Jahrhundert            | Die Kirche stammt wohl schon aus dem 12. Jahrhundert. Geschützt nach § 2 DSchG |    |
|      | Taglöhnerhaus                                                     | Brunnenstraße 36 (Karte) | (?)                        | Taglöhnerhaus Geschützt nach § 2 DSchG | BW |
|      | Bauernhaus                                                        | Dürrbeundstraße 49 (Karte) | (?)                        | Bauernhaus Geschützt nach § 2 DSchG | BW |
|      | Frühmittelalterliches Gräberfeld                                  | Gartenstraße, Alfred-Kraft-Straße, Beundenäcker, Jurastraße, Ruiter Straße (Karte)                                            | frühes Mittelalter         | Reihengräber, in denen 1893 neben einem halben Schädel einige Grabbeigaben geborgen werden konnten Geschützt nach § 2 DSchG | BW |
|      | Hammerschmiede und Arbeiterwohnhaus                               | Hammerschmiede 1, 3 (Karte)                                                                                                   | (?)                        | Hammerschmiede und Arbeiterwohnhaus Geschützt nach § 2 DSchG |    |
|      | Grab der Urnenfelderkultur                                        | Konsumstraße, Brunnenstraße, Schulstraße (Karte)                                                                              | Vorgeschichte              | 1911 wurden Gefäßscherben mit Leichenbrand gefunden. Weitere Bodenfunde sind zu erwarten. Geschützt nach § 2 DSchG | BW |
|      | Jungsteinzeitliche Siedlung                                       | Moltkestraße, Osterfeldstraße, Schulstraße (Karte)                                                                            | Vorgeschichte              | Spuren einer ausgedehnten linearbandkeramischen Siedlung Geschützt nach § 2 DSchG | BW |
|      | Jungsteinzeitliche Siedlung                                       | Spieth-Hof, Wasserreute | Vorgeschichte              | Feuerstein-Oberflächenfunde im Jahr 1951 belegen eine Siedlung Geschützt nach § 2 DSchG |    |
|      | Jungsteinzeitliche Siedlung und römische Anlage                   | Steinriegel, Weilwiesäcker | Vorgeschichte              | Reste eines römischen Gutshofes sowie bandkeramische Funde Geschützt nach § 2 DSchG |    |

## Brühl
| Bild | Bezeichnung                                                 | Lage | Datierung  | Beschreibung | ID |
| ---- | ----------------------------------------------------------- | --- | ---------- | --- | -- |
|      | Spinnerei und Weberei mit Arbeitersiedlung (Sachgesamtheit) | Brühl Fabrik 5, 6, 7, 13, 14, 19, 21 Brühlkanalstraße 17, 18, 19, 20 Heinrich-Gyr-Straße 31, 33, 35, 37, 39, 41, 43, 45, 49, 73, 75 Palmenwaldstraße 36, 38, 40, 42, 44, 46 (Karte) | 1852       | Arbeiterwohnhäuser der 1852 gegründete Baumwollspinnerei und Weberei; diese stellte 1962 ihre Produktion ein. Geschützt nach § 2 DSchG                | BW |
|      | Wohnhaus                                                    | Brühl Fabrik 5 (Karte) | 1852       | Arbeiterwohnhaus der Fabrik Geschützt nach § 2 DSchG                                                                                                  | BW |
|      | Verwaltungsgebäude                                          | Brühl Fabrik 6 (Karte) | 1921       | Verwaltungsgebäude von Maas und Horlacher aus dem Jahr 1921, in dem Bauteile von 1860 und 1903 verwendet wurden Geschützt nach § 2 DSchG              | BW |
|      | Portiergebäude                                              | Brühl Fabrik 7 (Karte) | 1949/50    | Portiergebäude von 1949/50 von Heinrich Maas, in das der später aufgestockte Vorgängerbau aus dem Jahr 1874 einbezogen wurde Geschützt nach § 2 DSchG | BW |
|      | Lagergebäude                                                | Brühl Fabrik 13 (Karte) | 1861       | Baumwollmagazin von 1861 Geschützt nach § 2 DSchG | BW |
|      | Lagergebäude                                                | Brühl Fabrik 14 (Karte) | 1898       | Baumwollmagazin aus dem Jahr 1898 von Philipp Jakob Manz, neuklassizistisch Geschützt nach § 2 DSchG                                                  | BW |
|      | Fabrikgebäude                                               | Brühl Fabrik 19, 21 (Karte) | 1856, 1861 | Spinnereigebäude von 1856 und 1861 Geschützt nach § 2 DSchG                                                                                           | BW |
|      | Wohnhäuser                                                  | Brühlkanalstraße 17, 18 (Karte) | 1906       | Arbeiterwohnhäuser von Wilhelm Siegler aus dem Jahr 1906 Geschützt nach § 2 DSchG                                                                     | BW |
|      | Wohnhäuser                                                  | Brühlkanalstraße 19, 20 (Karte) | 1906       | Arbeiterwohnhäuser von Heinrich Maas aus dem Jahr 1912 Geschützt nach § 2 DSchG                                                                       |    |
|      | Wohnhaus                                                    | Heinrich-Gyr-Straße 31 (Karte) | 1885       | Arbeiterwohnhaus aus dem Jahr 1885 von A. Ulrich Geschützt nach § 2 DSchG                                                                             |    |
|      | Wohnhäuser                                                  | Heinrich-Gyr-Straße 33, 35, 37, 39 (Karte) | 1905, 1907 | 1905 und 1907 erbaute Arbeiterwohnhäuser von Wilhelm Siegler Geschützt nach § 2 DSchG                                                                 |    |
|      | Wohnhäuser                                                  | Heinrich-Gyr-Straße 73, 75 (Karte) | 1939       | 1939 errichtet Geschützt nach § 2 DSchG |    |
|      | Wohnhäuser                                                  | Heinrich-Gyr-Straße 41, 43, 45, 47, 49 (Karte) | 1939       | 1922 errichtet, von Maas und Horlacher Geschützt nach § 2 DSchG                                                                                       |    |
|      | Wohnhäuser                                                  | Palmenwaldstraße 36, 38, 40, 42 (Karte) | 1924       | 1924 errichtet, von Maas und Horlacher Geschützt nach § 2 DSchG                                                                                       |    |
|      | Wohnhäuser                                                  | Palmenwaldstraße 44, 46 (Karte) | 1925       | 1925 errichtet, von Maas und Horlacher Geschützt nach § 2 DSchG                                                                                       |    |

## Hegensberg
| Bild | Bezeichnung        | Lage | Datierung | Beschreibung                                     | ID |
| ---- | ------------------ | ---- | --------- | ------------------------------------------------ | -- |
|      | Kein Kulturdenkmal |      |           | In Hegensberg gibt es noch keine Kulturdenkmale. |    |

## Hohenkreuz
| Bild | Bezeichnung                                                               | Lage | Datierung | Beschreibung | ID |
| ---- | ------------------------------------------------------------------------- | --- | --------- | --- | -- |
|      | Becelaere-Kaserne                                                         | Flandernstraße 1, 1/1, 1/2 Pfaffenackerstraße 1, 3, 5 Tobias-Mayer-Straße 2, 4, 4/1 Wäldenbronner Straße 2, 2/1, 2/2, 2/3, 2/4, 2/5, 2/6, 4, 6, 8 (Karte) | 1914/15   | Die in den Jahren 1914/15 errichtete Kaserne, von Heinrich Graser entworfen, wird heute als Wohnanlage genutzt. Geschützt nach § 2 DSchG |    |
|      | Schlossgut Hohenkreuz mit Nebengebäuden und historischer Wasserversorgung | Hohenkreuzweg 1, 5, Kernenweg (Obertal) (Karte) | nach 1722 | Im Jahr 1551 wurde das eventuell bis ins Mittelalter zurückreichende Gut erstmals erwähnt, ab 1722 im Besitz der Freiherren von Palm. Das Herrenhaus (Nr. 5) dürfte kurz nach dieser Übernahme gebaut worden sein, die Meierei, später Fremdenhaus genannt (Nr. 1) kurz vor 1775. Die Wasserversorgung wurde ab 1723 angelegt. Geschützt nach § 2 DSchG |    |
|      | Ehemaliges israelitisches Waisenhaus Wilhelmspflege                       | Mülbergerstraße 146 (Karte) | 1911/12   | Es wurde 1911/12 nach Plänen von Bloch und Guggenheimer erbaut, im Ersten Weltkrieg als Lazarett genutzt, 1938 von Nationalsozialisten überfallen und geplündert und 1939 geräumt. Während des Zweiten Weltkriegs war es erneut Lazarett, seit 1953 ist es staatliches Waisenheim, inzwischen Theodor-Rothschild-Haus genannt. Geschützt nach § 2 DSchG |    |
|      | Gaststätte Zur schönen Aussicht                                           | Mülbergerstraße 180 (Karte) | 1901      | Die 1901 errichtete Gaststätte „Zur schönen Aussicht“ ist ein Gebäude im historistischen Stil. Geschützt nach § 2 DSchG |    |

## Kennenburg
| Bild | Bezeichnung                            | Lage                               | Datierung | Beschreibung | ID |
| ---- | -------------------------------------- | ---------------------------------- | --------- | --- | -- |
|      | Burg mit Mühle und Kelter (abgegangen) | Kennenburger Straße 27–33 (Karte)  | (?)       | Abgegangene Kürnenburg mit abgegangener Mühle und Kelter. Auf einem aufgeschütteten Hügel mit Wassergraben stand wohl die als Turmbau angelegte Burg; im späten Mittelalter befanden sich südlich davon eine Mühle und eine Kelter. 1360 wurde die Anlage von Simon von Kirchheim an einen Esslinger Bürger verkauft. 1384 gehörte sie der Esslinger Familie Kürn, 1589 wurde sie an den Armenkasten verkauft. 1556/67 war sie noch als Ruine inmitten eines Sees vorhanden, bald danach dürfte sie abgetragen worden sein. Die Burgmühle dürfte im 17./18. Jahrhundert abgegangen sein. Bodenfunde sind zu erwarten. Geschützt nach § 2 DSchG | BW |
|      | Wasserbassin und Pavillon              | Kennenburger Straße 63, 65 (Karte) | um 1840   | Ein Zierfischbecken und ein achteckiger gusseiserner Pavillon mit Mosaikfußboden aus der Zeit um 1840 sind die letzten Bauzeugen der Kaltwasserheilanstalt Kennenburg. Geschützt nach § 2 DSchG |    |

## Kimmichsweiler und Oberhof
| Bild | Bezeichnung                       | Lage                                 | Datierung       | Beschreibung | ID |
| ---- | --------------------------------- | ------------------------------------ | --------------- | --- | -- |
|      | Wohnhaus                          | Kimmichsweilerweg 56 (Karte)         | 1893            | Es ist das 1893 im Heimatstil errichtete Wohnhaus des Direktors Walcher aus Stuttgart, der das Jagdrecht im Hegensberger Wald besaß. Geschützt nach § 2 DSchG |    |
|      | Burg/Spitalhof (Abgegangene Burg) | Oberhofweg 5, 7, 11, 11a, 13 (Karte) | 13. Jahrhundert | Vermutlich zu Beginn des 13. Jahrhunderts errichteten die Herren von Backnang hier eine Burg, die den Aufstieg aus dem Neckartal zum Schurwald sichern sollte. 1308 wird ein Hof zum Burgstall erwähnt. 1301 wurde eine Hälfte des Oberhofs von den Kindern Alberts von Backnang dem Katharinenspital geschenkt, später auch die andere Hälfte. Aus der Burg wurde ein Wirtschaftshof des Spitals. Geschützt nach § 2 DSchG | BW |
|      | Inschriftenstein                  | Oberhofweg 7 (Karte)                 | 1598            | Inschriftenstein mit Jahreszahl 1598 und drei Wappen Geschützt nach § 2 DSchG |    |
|      | Gewölbekeller                     | Oberhofweg 7 und 11 (Karte)          | 1598 ?          | Gewölbekeller, vermutlich von 1598 Geschützt nach § 2 DSchG | BW |
|      | Kellerhaus, Brunnen               | Oberhofweg 11a (Karte)               | 19. Jahrhundert | Kellerhaus aus dem 19. Jahrhundert mit älterem Gewölbekeller und gemauerter Tiefbrunnen Geschützt nach § 2 DSchG | BW |
|      | Steinkreuz                        | Rosswiese                            | (?)             | Sühnezeichen aus Stubensandstein mit dem Relief eines Beils Geschützt nach § 2 DSchG |    |

## Krummenacker
| Bild | Bezeichnung              | Lage                               | Datierung | Beschreibung | ID |
| ---- | ------------------------ | ---------------------------------- | --------- | --- | -- |
|      | Siedlung                 | Katharinenlinde (Karte)            | (?)       | Alt- und mittelsteinzeitliche Lesefunde, jungsteinzeitliche Siedlung, hallstattzeitlicher Grabhügel. (Siehe Rüdern) Geschützt nach § 2 DSchG                                          |    |
|      | Aussichtsturm            | Katharinenlinde 1 (Karte)          | 1957      | Von Willi Kallhardt 1957 im zeittypischen Stil errichteter Aussichtsturm Geschützt nach § 2 DSchG                                                                                     |    |
|      | Siedlung                 | Kirschenbuckel, Krummenacker Heide | (?)       | Mittel- und jungsteinzeitliche Funde. Funde von Resten von mittelsteinzeitlichen Lagerplätzen und jungsteinzeitlichen Siedlungen sind hier noch zu erwarten. Geschützt nach § 2 DSchG |    |
|      | Wohnhaus                 | Krummenackerstraße 137 (Karte)     | 1904      | Das Wohnhaus wurde 1904 von Architekt Karl Kirchner für Albert Pitt erbaut. Es hat eine asymmetrisch gestaltete Fassade. Geschützt nach § 2 DSchG                                     | BW |
|      | Salzmann-Camerer-Denkmal | Langer Weg (Karte)                 | 1921      | Das Salzmann-Camerer-Denkmal wurde 1921 von der Ortsgruppe des Schwäbischen Albvereins errichtet. Es erinnert an Valentin Salzmann und Ernst Camerer. Geschützt nach § 2 DSchG        |    |

## Liebersbronn
| Bild | Bezeichnung                                       | Lage                                                 | Datierung                  | Beschreibung | ID |
| ---- | ------------------------------------------------- | ---------------------------------------------------- | -------------------------- | --- | -- |
|      | Mittelalterlicher und frühneuzeitlicher Ortskern  | Alte Ränkelesgasse, Alte Steige, Neue Straße (Karte) | Mittelalter, frühe Neuzeit | Der mittelalterliche und frühneuzeitliche Ortskern Liebersbronns, damals ein Weiler, reicht vielleicht ins 9. oder 10. nachchristliche Jahrhundert zurück. Ob hier im frühen 13. Jahrhundert eine Franziskaner-Niederlassung bestand, muss durch Bodenfunde geklärt werden. Bodenfunde am Südwesthang der Braunhalde, die 1924 entdeckt wurden, weisen auf Besiedlung in römischer Zeit hin. Etwa 800 Meter südlich dieser Spuren eines römischen Gebäudes befindet sich eine keltische Viereckschanze. 200 bis 250 Meter nordwestlich der Viereckschanze befinden sich fünf vorgeschichtliche Grabhügel, von denen nur einer 1922 untersucht wurde. Ein jungsteinzeitliches Siedlungsareal und bronzezeitliche Grabhügel wurden 1939 am Roten Kreuz und im Saisleshau entdeckt. Eine erste Ansiedlung soll sich im 9. oder 10. Jahrhundert bei einer Quelle namens „Luitpertsbrunnen“ befunden haben, diese Annahme lässt sich jedoch historisch nicht belegen. Das Kloster Zwiefalten bekam vor 1138 vom Kloster St. Peter im Schwarzwald einen Mansus in „Liubirisbrunnen“. Dionysius Dreytwein erzählt in seiner Reimchronik, die Franziskaner hätten vor der Übersiedlung nach Esslingen im Jahr 1237 oberhalb des Zimmerbachs bei Liebersbronn gelebt. Geschützt nach § 2 DSchG | BW |
|      | Römisches Gebäude                                 | Braunhalde                                           | (?)                        | Am Südwesthang der Braunhalde wurden 1924 Bruchsteine aus Angulatensandstein und Gefäßkeramikscherben aus dem 2. Jahrhundert entdeckt. Geschützt nach § 2 DSchG |    |
|      | Burgstall, Viereckschanze                         | Braunhalde (Karte)                                   | (?)                        | Viereckschanze aus der La-Tène-Zeit Geschützt nach § 2 DSchG | BW |
|      | Vorgeschichtliche Grabhügel                       | Braunhalde, Steinbrüchle                             | (?)                        | Gruppe aus fünf Grabhügeln aus vorrömischer Zeit Geschützt nach § 2 DSchG |    |
|      | Villa Zenneck/Eberspächer mit Park und Torhäusern | Im Gehren 1 (Karte)                                  | 1871                       | Für Julius Zenneck von Waelde 1871 als Sommersitz erbaute Villa im Renaissancestil, 1916 in den Besitz der Familie Eberspächer übergegangen. In den 1920er Jahren wurde ein Wintergarten angebaut, der in den 1950er Jahren verändert wurde. 1981 wurden der Parkettboden und eine bemalte Decke im ersten Stock wiederhergestellt. Im Park befindet sich ein gusseiserner Brunnen, die Torhäuser für Pförtner und Gärtner stammen aus der Erbauungszeit der Villa. Geschützt nach § 2 DSchG | BW |
|      | Schulhaus                                         | Im Gehren 3/1 (Karte)                                | 1848                       | 1848 errichtetes Schulhaus in Fachwerkbauweise mit Holzschindelverkleidung Geschützt nach § 2 DSchG | BW |
|      | Weg mit Ruhbank                                   | Pfauenbergsteige                                     | 14. Jahrhundert            | Wegverbindung zwischen Liebersbronn und Kennenburg aus dem 14. Jahrhundert Geschützt nach § 2 DSchG |    |
|      | Ruhbank                                           | Römerstraße/Neue Straße (Karte)                      | 1846                       | Sie wurde 1846 aus Sandstein errichtet. Geschützt nach § 2 DSchG |    |
|      | Gasthaus                                          | Römerstraße 1 (Karte)                                | 1846                       | Das 1899 von Albert Brinzinger erbaute Gasthaus „Zu den drei Linden“ ist auch bekannt als Jägerhaus. Geschützt nach § 2 DSchG |    |
|      | Altes Jägerhaus                                   | Römerstraße 2 (Karte)                                | 1750                       | Das Gebäude wurde 1750 errichtet, bis 1969 war es Amts- und Wachstation des Stadtförsters. Heute ist es in die Hotelanlage des Jägerhauses integriert. Geschützt nach § 2 DSchG |    |
|      | Siedlung und Gräber                               | Rotes Kreuz, Saisleshau, Steinbruch                  | (?)                        | Jungsteinzeitliches Siedlungsareal und bronzezeitliche Grabhüge Geschützt nach § 2 DSchG |    |

## Mettingen
| Bild           | Bezeichnung                                      | Lage                                                                            | Datierung                  | Beschreibung | ID |
| -------------- | ------------------------------------------------ | ------------------------------------------------------------------------------- | -------------------------- | --- | -- |
|                | Mittelalterlicher und frühneuzeitlicher Ortskern | Altenbergweg, Schenkenbergstraße, Silvanerstraße, Trollingerstraße (Karte)      | Mittelalter, frühe Neuzeit | Mittelalterlicher und frühneuzeitlicher Ortskern. Zahlreiche Bodenfunde. Mettingen wird 1229 erstmals urkundlich erwähnt. Ab 1399 gehört Mettingen als Filialort zur Stadt Esslingen. Geschützt nach § 2 DSchG | BW |
|                | Wohnhaus                                         | Altenbergweg 24 (Karte)                                                         | 1910                       | Von Franz Schäffler 1910 für den Fabrikanten Eugen Kielmeyer erbaut. Zweigeschossiger, asymmetrischer Putzbau. Im EG offener Arkadengang. Im 1. OG Fenstererker und Zwerchhaus. Geschützt nach § 2 DSchG |    |
|                | Bahnhof                                          | Burgunderstraße 6/1 (Karte)                                                     | 1904                       | 1904 errichtet. Der Standort des für württembergische Bahnhöfe charakteristischen Baus belegt den Verlauf der ersten württembergischen Bahnstrecke. Geschützt nach § 2 DSchG | BW |
| Weitere Bilder | Bahnhofshalle                                    | Cannstatter Straße 61 (Karte)                                                   | 1921/22                    | Bei der Verlegung der Bahntrasse 1921/22 erbaut, Zeugnis des Neuen Bauens der 1920er Jahre, geprägt von der Stuttgarter Schule und speziell von Paul Bonatz' Stuttgarter Hauptbahnhof. Geschützt nach § 2 DSchG |    |
|                | Wohnhaus                                         | Gayernweg 9 (Karte)                                                             | 1911                       | 1911 von Herrmann & Gänzle errichtet Geschützt nach § 2 DSchG |    |
|                | Sommerhaus                                       | Gayernweg 65 (Karte)                                                            | 1951                       | Das Sommerhaus der Familie Weiss wurde 1851 inmitten eines Versuchsweinbergs für Kessler Sekt gebaut. Auf der Talseite weist eine Bauinschrift „Glück und Segen dem Weinbau“ auf die Zwecke des Hauses hin, das mehr als 150 Jahre lang in Familienbesitz blieb. Geschützt nach § 2 DSchG |    |
| Weitere Bilder | Genossenschaftliche Siedlung                     | Lerchenbergstraße 37, Rieslingstraße 17, 19, 21, 23, Rosenstraße 58, 60 (Karte) | 1927                       | Diese Genossenschaftliche Siedlung wurde 1927 nach Plänen von Gustav Eisele errichtet. Geschützt nach § 2 DSchG |    |
|                | Frühmittelalterliche Gräber                      | Obertürkheimer Straße, Lerchenbergstraße, Rosenstraße, Weinstraße (Karte)       | frühes Mittelalter         | Ein erstes dieser frühmittelalterlichen Gräber wurde 1910 entdeckt; es ist ein westöstlich orientiertes Plattengrab aus dem 7. Jahrhundert. Skelettreste und kleine Eisenteile wurden geborgen, weitere Gräber werden in diesem Bereich vermutet. Geschützt nach § 2 DSchG | BW |
|                | Evangelisches Pfarrhaus                          | Rosenstraße 30 (Karte)                                                          | 1902                       | Das Evangelische Pfarrhaus wurde 1902 von Hermann Falch errichtet. Geschützt nach § 2 DSchG | BW |
|                | Weinberge                                        | Schenkenberg (Karte)                                                            | (?)                        | Siehe Untere Neckarhalde Geschützt nach § 2 DSchG |    |
|                | Wohnhaus                                         | Schenkenbergstraße 13 (Karte)                                                   | 1904                       | Das Wohnhaus wurde 1904 von Carl Junge errichtet Geschützt nach § 2 DSchG |    |
| Weitere Bilder | Wohnhaus                                         | Schenkenbergstraße 15 (Karte)                                                   | 1898                       | Das Wohnhaus wurde 1898 errichtet. Geschützt nach § 2 DSchG |    |
|                | Villa mit Garten und Einfriedung                 | Schenkenbergstraße 20 (Karte)                                                   | 1905/06                    | Diese Villa mit erhaltenem Garten und Einfriedung wurde 1905/06 von Albert Benz errichtet. Geschützt nach § 2 DSchG |    |
|                | Brenn- und Backhäuschen                          | Schenkenbergstraße 59 (Karte)                                                   | 1865                       | Von der Weilergenossenschaft 1865 im Ortskern errichteter Bau aus Sandsteinquadern Geschützt nach § 2 DSchG |    |
|                | Evangelische Liebfrauenkirche                    | Schenkenbergstraße 68 (Karte)                                                   | (?)                        | Die Evangelische Liebfrauenkirche hat einen besonderen Turm. Dieser wird „Faivegrädler“ genannt, weil (angeblich) von jeder Stelle in Mettingen nur vier der fünf aufgesetzten Türmchen sichtbar sind. Insgesamt sind das aber fünf (einer in der Mitte und vier außen). Von daher ist in Mettingen fünf eine gerade Zahl. Für den Bau des Kirchturms wurde damals Geld auch in Gegenden am Bodensee gesammelt. Um den Kirchturm herum lag der alte Friedhof. Heute ist nur noch eine Grabplatte in der Außenwand der Kirche eingelassen. Geschützt nach § 2 DSchG |    |
|                | Gasthof Große Herberge                           | Schenkenbergstraße 76, Altenbergweg 2 (Karte)                                   | 1551                       | An einer Knagge mit der Jahreszahl 1551 datiert, gehört dieser Bau zu den ältesten Gebäuden Mettingens und dokumentiert den Wiederaufbau nach der Zerstörung im Jahr 1519. Geschützt nach § 2 DSchG |    |
|                | Kleinbauernhaus                                  | Silvanerstraße 5 (Karte)                                                        | 18. Jh.                    | Verputztes Fachwerkhaus aus dem 18. Jahrhundert Geschützt nach § 2 DSchG |    |
|                | Kleinbauernhaus                                  | Trollingerstraße 1 (Karte)                                                      | 19. Jh.                    | Verputztes und verkleidetes Fachwerkhaus aus dem 19. Jahrhundert Geschützt nach § 2 DSchG |    |

## Neckarhaldeund Hohenacker
| Bild | Bezeichnung    | Lage                         | Datierung | Beschreibung                                                                       | ID |
| ---- | -------------- | ---------------------------- | --------- | ---------------------------------------------------------------------------------- | -- |
|      | Weinberge      | Mittlere Neckarhalde (Karte) | (?)       | Weinberge (siehe Untere Neckarhalde (Esslingen)) Geschützt nach § 2 DSchG          | BW |
|      | Ateliergebäude | Rüderner Straße 1 (Karte)    | 1949      | 1949 für den Bildhauer Otto Baum von Bodo Rasch entworfen Geschützt nach § 2 DSchG | BW |

## Oberesslingen
| Bild | Bezeichnung                              | Lage | Datierung                                | Beschreibung | ID |
| ---- | ---------------------------------------- | --- | ---------------------------------------- | --- | -- |
|      | Siedlung und Gräber                      | Albertusweg (Karte) | Vorgeschichte                            | Urnenfelderzeitliche Bronzefunde, eisenzeitliche Siedlungsreste, frühmittelalterliches Reihengräberfeld (siehe Georg-Deuschle-Straße) Geschützt nach § 2 DSchG | BW |
|      | Siedlung, römischer Gutshof              | Banatstraße, Beim Pfarrhaus (Karte) | Vorgeschichte                            | Urnenfelderzeitliche Siedlungsfunde, römischer Gutshof, frühmittelalterliches Gräberfeld (siehe Schorndorfer Straße) Geschützt nach § 2 DSchG | BW |
|      | Theodor-Heuss-Gymnasium Esslingen        | Breslauer Straße 19–21 (Karte) | 1965                                     | Das Schulhaus wurde 1964 von Karst und Kimming geplant, 1965 bis 1967 erbaut, es ist ein Beispiel des Brutalismus in der Nachkriegsarchitektur. Geschützt nach § 2 DSchG | BW |
|      | Siedlung, römischer Gutshof              | Danziger Straße (Karte) | Vorgeschichte                            | Urnenfelderzeitliche Siedlungsfunde, römischer Gutshof, frühmittelalterliches Gräberfeld (siehe Schorndorfer Straße) Geschützt nach § 2 DSchG | BW |
|      | Fabrikhalle                              | Ebenspächerstraße 24 (Karte) | 1913, 1954                               | 1954 erfolgte die Erweiterung eines seit 1913 bestehenden Fabrikgebäudes Geschützt nach § 2 DSchG | BW |
|      | Fabrik                                   | Fritz-Müller-Straße 16 (Karte) | 1921                                     | 1921 für die Pressenfabrik Fritz Müller von Wayss & Freytag und Joseph Müller geplant Geschützt nach § 2 DSchG | BW |
|      | Siedlung und Gräber                      | Georg-Deuschle-Straße, Albertusweg, Hirschländer, Hirschlandstraße, Kreuzäcker, Paul-Gerhardt-Straße, Urbanstraße (Karte)                                                                      | Vorgeschichte                            | Urnenfelderzeitliche Bronzefunde und eisenzeitliche Siedlungsreste sowie ein mittelalterliches Reihengräberfeld. Insgesamt mindestens vierzig Gräber wurden in verschiedenen Haus- und Kanalbauphasen entdeckt und dokumentiert, weitere – etwa zwanzig – zerstört. Die Funde stammen teilweise aus dem 5. Jahrhundert. Mit weiteren Funden ist zu rechnen. Geschützt nach § 2 DSchG | BW |
|      | Ortskern                                 | Gerberstraße, Hainbachstraße, Hirschlandstraße, Kegelstraße, Keplerstraße, Schorndorfer Straße, Schulbergstraße (Karte)                                                                        | Mittelalter, frühe Neuzeit               | Mittelalterlicher und frühneuzeitlicher Ortskern, zahlreiche archäologische Befunde Geschützt nach § 2 DSchG | BW |
|      | Wüstung                                  | Haarschwärz | 1236                                     | 1236 belegt, wahrscheinlich im 15. Jahrhundert wüst gefallen Geschützt nach § 2 DSchG |    |
|      | Grablege                                 | Häberlinstraße (Karte) | frühes Mittelalter                       | Frühmittelalterliche Hofgrablege (siehe Kreuzstraße) Geschützt nach § 2 DSchG | BW |
|      | Hof der Grafen von Rechberg              | Haldenstraße 29, 31 (Karte) | (?)                                      | Hof der Grafen von Rechberg, die 1360 Patronatsherren der Oberesslinger Pfarrkirche wurden. Bruchsteingiebelwände der Zehntscheune aus dem 16. Jahrhundert sind erhalten Geschützt nach § 2 DSchG | BW |
|      | Gräberfeld                               | Herderstraße, Hindenburgstraße (Karte) | (?)                                      | Frühmittelalterliches Gräberfeld (siehe Schorndorfer Straße) Geschützt nach § 2 DSchG | BW |
|      | Grablege                                 | Hindenburgstraße | (?)                                      | Frühmittelalterliche Hofgrablege (siehe Kreuzstraße) Geschützt nach § 2 DSchG |    |
|      | Wohnsiedlung Lindenhof                   | Hindenburgstraße 108, 110, 112, 114, 116, 118 Paulinenstraße 36, 38, 40, 42, 44, 46, 48 Plochinger Straße 55, 57, 59, 61, 63 Stauffenbergstraße 51, 53, 55, 57, 59, 61, 63, 65, 67, 69 (Karte) | 1919–1931                                | 1919 bis 1931 nach Entwürfen von Franz Schäffler (dem Jüngeren, geb. 1883) für den Bau- und Sparverein Esslingen gebaut Geschützt nach § 2 DSchG |    |
|      | Wohnhaus                                 | Hindenburgstraße 175 (Karte) | 1905                                     | 1905 von Carl Junge gebaut Geschützt nach § 2 DSchG |    |
|      | Turn- und Festhalle mit Feuerwehrmagazin | Hindenburgstraße 183 (Karte) | 1913                                     | Das Turn- und Festhalle mit Feuerwehrmagazin wurde 1913 errichtet Geschützt nach § 2 DSchG |    |
|      | Bauernhaus                               | Hirschlandstraße 15 (Karte) | 18. Jahrhundert                          | Verputztes Fachwerkhaus aus dem 18. Jahrhundert Geschützt nach § 2 DSchG |    |
|      | Abgegangene Martinskirche                | Keplerstraße, Friedhof (Karte) | 13. Jahrhundert                          | Diese Kirche ist 1275 erstmals erwähnt, im Dreißigjährigen Krieg ruiniert und zu Pferdestallungen umgewandelt, wenig später durch Blitzschlag beschädigt, 1828/29 abgerissen worden. Bodenzeugnisse sind vorhanden. Geschützt nach § 2 DSchG |    |
|      | Bauernhaus mit Garten                    | Keplerstraße 27 (Karte) | 19. Jahrhundert                          | Bauwerk aus dem späten 19. Jahrhundert Geschützt nach § 2 DSchG |    |
|      | Evangelisches Pfarrhaus                  | Keplerstraße 40 (Karte) | 1824                                     | Evangelisches Pfarrhaus aus dem Jahr 1824 Geschützt nach § 2 DSchG |    |
|      | Frühmittelalterliche Hofgrablege         | Kreuzstraße, Häberlinstraße, Hindenburgstraße (Karte) | Frühes Mittelalter                       | Einer Kanalbaumaßnahme im Jahr 2007 fielen mindestens drei frühmittelalterliche Gräber zum Opfer, Grabbeigaben wurden jedoch geborgen. Sie weisen auf Männerbestattungen der zweiten Hälfte des 7. Jahrhunderts hin Geschützt nach § 2 DSchG | BW |
|      | Wohnhaus mit Garten                      | Kreuzstraße 37 (Karte) | 19. Jahrhundert                          | Bau aus dem frühen 19. Jahrhundert Geschützt nach § 2 DSchG |    |
|      | Weiler Hof                               | Kreuzstraße 60 (Karte) | 19. Jahrhundert                          | Bau aus dem frühen 19. Jahrhundert. 1388 erstmals urkundlich belegt, 1519 bei der Plünderung Esslingens wohl schwer in Mitleidenschaft gezogen, im 16./17. Jahrhundert aus Altholz neu erbaut und um 1700 erweitert. Die Scheune ist in umgebautem Zustand erhalten. Bis 1973 von der evangelischen Diakonissenanstalt Stuttgart als Feierabendheim genutzt. Geschützt nach § 2 DSchG | BW |
|      | Scheune                                  | Kreuzstraße 74 (Karte) | 15. Jahrhundert                          | Fachwerkbau aus dem frühen 15. Jahrhundert Geschützt nach § 2 DSchG | BW |
|      | Krankenhausverwaltungsgebäude            | Paracelsusstraße 23 (Karte) | 1928–1930                                | Zwischen 1928 und 1930 nach Entwürfen von Rudolf Lempp errichtet Geschützt nach § 2 DSchG | BW |
|      | Ehemaliges Gasthaus zum Deutschen Haus   | Plochinger Straße 102 (Karte) | 1902                                     | 1902 von G. Eisele als Gaststätte zum Deutschen Haus erbaut, ab 1919 aber als evangelisches Gemeindehaus genutzt und nach Immanuel Gottlob Brastberger auch Brastbergerhaus genannt. Vom Heimat- und Jugendstil geprägt Geschützt nach § 2 DSchG |    |
|      | Gasthaus zum Hirsch                      | Plochinger Straße 107 (Karte) | 1903                                     | Das Gasthaus zum Hirsch wurde 1903 nach Entwürfen von Hermann Falch gebaut. Geschützt nach § 2 DSchG |    |
|      | Siedlung, römischer Gutshof, Gräber      | Schorndorfer Straße, Banatstraße, Beim Pfarrhaus, Danziger Straße, Keplerstraße (Karte) | Vorgeschichte, 6./7. Jahrhundert n. Chr. | Urnenfeldzeitliche Siedlungsfunde, römischer Gutshof und frühmittelalterliches Gräberfeld. Beim Anlegen einer Lehmgrube in den 1920er Jahren fand man urnenfeldzeitliche Siedlungsschichten mit Keramikscherben. Schon 1910 wurde das Hauptgebäude eines römischen Gutshofes freigelegt, der ein Hypokaustum mit Kanalheizung besaß und aus dem 3. Jahrhundert n. Chr. stammen dürfte. 1924 wurden in der Lehmgrube der Ziegelei mittelalterliche Gräber entdeckt und zerstört. 1925 wurden zwei antik beraubte Plattengräber gefunden, 1930 die Reste von zwölf weiteren Gräbern untersucht. Mehrere weitere Gräber fielen dem Lehmabbau zum Opfer, ohne dokumentiert worden zu sein. 1935 wurden drei weitere Körpergräber dokumentiert, 1960 fünf Gräber ohne Beigaben in der Nähe des Pfarrhauses gefunden. Das Reihengräberfeld stammt aus dem 6./7. Jahrhundert Geschützt nach § 2 DSchG | BW |
|      | Frühmittelalterliches Gräberfeld         | Schorndorfer Straße, Herderstraße, Hindenburgstraße, Plochinger Straße (Karte) | 7. Jahrhundert                           | Frühmittelalterliches Gräberfeld aus dem 7. Jahrhundert. Unter anderem wurde das Esslinger Reiterle, ein Anhänger in Form einer bronzenen Zierscheibe, die einen Reiter zu Pferd mit Lanze zeigt, gefunden. Geschützt nach § 2 DSchG | BW |
|      | Gasthaus Adler                           | Schorndorfer Straße 34 (Karte) | 1896                                     | Das Gasthaus Adler wurde 1896 nach Plänen von Hermann Falch errichtet. Geschützt nach § 2 DSchG |    |

## Obertal
| Bild | Bezeichnung           | Lage              | Datierung | Beschreibung | ID |
| ---- | --------------------- | ----------------- | --------- | --- | -- |
|      | Gerechtigkeitsbrunnen | Kernenweg (Karte) | 1868      | 1868 von G. Kuhn gefertigter gusseiserner Brunnen, den die Freiherren von Palm als Entschädigung für den Bau der Wasserleitung ins Schloss Hohenkreuz errichten ließen Geschützt nach § 2 DSchG                                                              |    |
|      | Aquädukt Obertal      | Kernenweg (Karte) | (?)       | Zweibogiger Sandsteinbau, der zur Wasserleitung von Obertal nach Hohenkreuz gehörte, wo ein Brunnen im Schlosshof mit dem Wasser gespeist wurde. Ein zweiter Aquädukt, der zu dieser Leitung gehörte, ist nicht erhalten geblieben. Geschützt nach § 2 DSchG |    |

## Pliensauvorstadt
| Bild | Bezeichnung                           | Lage                                                                               | Datierung | Beschreibung | ID |
| ---- | ------------------------------------- | ---------------------------------------------------------------------------------- | --------- | --- | -- |
|      | Villa mit Wirtschaftsgebäuden         | Berkheimer Straße 32, 34 (Karte)                                                   | 1904      | Die Villa mit Wirtschaftsgebäuden wurde 1904 von Albert Benz für den eigenen Bedarf errichtet. Das Grundstück befindet sich in Ecklage zum Unteren Eisbergweg und wird durch einen Eckturm abgeschlossen, an den sich ein eingeschossiges Wirtschaftsgebäude anschließt. Dieses und die Ummauerung des Anwesens geben der höher am Hang gelegenen Villa den Charakter eines mittelalterlichen, adeligen Landsitzes. Zinnengiebel, Erker und Bauinschrift am Erker verstärken diesen Eindruck. Geschützt nach § 2 DSchG |    |
|      | Villa                                 | Berkheimer Straße 36 (Karte)                                                       | 1916      | Die Villa wurde 1916 von Gustav Eisele für den Fabrikanten Otto Mayer gestaltet. Sie weist historistische Elemente wie Fachwerk sowie einen polygonalen zweigeschossigen Eckerker und ein Balkenkopffries im Giebelfeld auf. Geschützt nach § 2 DSchG |    |
|      | Villa                                 | Berkheimer Straße 38 (Karte)                                                       | 1909      | Die Villa wurde 1909 von Albert Benz errichtet. Sie besitzt eine Böschungsmauer mit korbbogenförmigem Eingangstor und Garagen. Ihr Hauptgeschoss ragt auf mehrfach profilierten Knaggen über die Bauflucht hervor. Am Giebel befindet sich Fachwerk, das jedoch keine konstruktive Bedeutung hat. Zwei Erker mit spitz zulaufenden Giebelfeldern korrespondieren mit den spitzen Zwerchhäusern. Geschützt nach § 2 DSchG                                                                                               |    |
|      | Villa                                 | Berkheimer Straße 40 (Karte)                                                       | 1906      | 1906 baute Albert Benz die Villa für den Kaufmann Ferdinand Benz. Sie weist die Formensprache des 18. Jahrhunderts auf und besitzt ein geschwungenes Mansarddach sowie einen Okulus im Giebelfeld. Geschützt nach § 2 DSchG |    |
|      | Villa                                 | Berkheimer Straße 42 (Karte)                                                       | 1906      | Die Villa wurde 1906 von Albert Benz für den Kaufmann Wilhelm Spahr entworfen. Sie ist zweigliedrig angelegt; der westliche Baukörper besitzt ein steiles Satteldach, der östliche ein Krüppelwalmdach. Am Erker, der auf geschwungenen Knaggen ruht, findet sich Fachwerk. Geschützt nach § 2 DSchG |    |
|      | Villa                                 | Berkheimer Straße 44 (Karte)                                                       | 1909      | Albert Benz baute die Villa 1909 für Karl Liebhardt. Fachwerk schmückt das Giebelfeld. Wie fast alle Bauten der Berkheimer Straße besitzt die Villa einen Erker auf der Giebelseite; eine Variation gegenüber den älteren Gebäuden in der Reihe ist der zweite, als Treppenturm genutzte Erker. Auf dem Garagenbau bei der Böschungsmauer befindet sich eine Laube. Geschützt nach § 2 DSchG |    |
|      | Villa                                 | Berkheimer Straße 46 (Karte)                                                       | 1909      | Albert Benz baute 1909 diese Villa ohne Auftrag eines Bauherrn. Sie besitzt straßenseitig zwei Erker, die auf Knaggen hervorspringen, und an den seitlichen Fassaden Fenstererker über zwei Stockwerke. Geschützt nach § 2 DSchG |    |
|      | Villa                                 | Berkheimer Straße 48 (Karte)                                                       | 1909      | Die Villa wurde 1909 von Albert Benz für den Privatier Wilhelm Werwag gebaut. Sie weist eine Bemalung in klassizistischen Formen auf. Der Eingang in der Böschungsmauer befindet sich an der Seite des Grundstückes und ist mit einem verglasten Türmchen versehen. Geschützt nach § 2 DSchG |    |
|      | Villa                                 | Berkheimer Straße 50 (Karte)                                                       | 1905      | Albert Benz baute die Villa 1905 für den Kaufmann Eduard Berger aus St. Petersburg. Der giebelseitige Vorbau bildet im Erdgeschoss eine Arkade. Auf der Traufseite befindet sich ein Treppenturm. Geschützt nach § 2 DSchG |    |
|      | Villa                                 | Berkheimer Straße 52 (Karte)                                                       | 1905      | Von Albert Benz wurde die Villa für den Privatier Albert Freis im Jahr 1905 erbaut. Sie schließt die Villenreihe in der Berkheimer Straße nach Osten hin ab. Betont wird diese exponierte Lage durch den wachturmartigen Turmaufsatz an der Seite der Villa. Geschützt nach § 2 DSchG |    |
|      | Pliensauschule                        | Breitenstraße 19 (Karte)                                                           | 1913      | Die Schule wurde 1913 errichtet. Geschützt nach § 2 DSchG |    |
|      | Brückenturm und Kapelle               | Brückenstraße 4, südliches Ende Pliensaubrücke (Karte)                             | 1444 ?    | Mittelalterlicher Torturm mit angebauter Brückenkapelle. Der Turm wurde wohl 1444 über einen älteren Vorgänger gesetzt. Auf der Westseite war eine Heiligkreuzkapelle angebaut. Der Turm wurde 1837 abgetragen. Geschützt nach § 2 DSchG | BW |
|      | Wohnhaus                              | Faißtstraße 11 (Karte)                                                             | 1893      | Schieferverkleidetes Haus, 1893 für Joseph Reim erbaut und damit eines der ältesten Gebäude der Pliensauvorstadt Geschützt nach § 2 DSchG |    |
|      | Wohnsiedlung                          | Hedelfinger Straße 1, 3, 5, 7, 9, 11, 13, 15, Karl-Pfaff-Straße 1, 3, 5, 7 (Karte) | (?)       | Nach Plänen von Rudolf Lempp in vier Bauphasen errichtet Geschützt nach § 2 DSchG |    |
|      | Fabrik                                | Hedelfinger Straße 4, 12 (Karte)                                                   | (?)       | Lederwarenfabrik Jakob Heinrich Roser und Fabrikantenwohnhaus Geschützt nach § 2 DSchG |    |
|      | Wohn- und Geschäftshaus               | Parkstraße 11 (Karte)                                                              | (?)       | Wohn- und Geschäftshaus Geschützt nach § 2 DSchG |    |
|      | Stadtbefestigung der Pliensauvorstadt | Pliensaubrücke                                                                     | (?)       | Fünf Brückenjoche der mittelalterlichen Steinbogenbrücke über der B 10 sind erhalten. Geschützt nach § 2 DSchG |    |
|      | Staustufe Esslingen                   | Pulverwiesen 7/1 (Karte)                                                           | (?)       | Vollständig als Doppelschleuse ausgeführt Geschützt nach § 2 DSchG |    |
|      | Evangelische Südkirche                | Spitalsteige 1, 3 (Karte)                                                          | (?)       | Expressionistischer Kirchenbau von Martin Elsaesser Geschützt nach § 2 DSchG |    |
|      | Villa                                 | Uhlandstraße 12 (Karte)                                                            | (?)       | Villa Geschützt nach § 2 DSchG |    |
|      | Villa                                 | Zollbergstraße 25 (Karte)                                                          | (?)       | Villa Geschützt nach § 2 DSchG |    |

## Rüdern
| Bild           | Bezeichnung    | Lage                                                   | Datierung                        | Beschreibung | ID |
| -------------- | -------------- | ------------------------------------------------------ | -------------------------------- | --- | -- |
|                | Weinberg       | Ailenberg (Karte)                                      | (?)                              | Weinberg Geschützt nach § 2 DSchG |    |
|                | Siedlungen     | Ailenberg, Eulenberg, Ölberg, Schlurker                | Vorgeschichte                    | Urnenfeldzeitliche, eisenzeitliche und römische Siedlungsreste, Gräber aus der Völkerwanderungszeit Geschützt nach § 2 DSchG |    |
| Weitere Bilder | Mélacturm      | Ailenberg 3 (Karte)                                    | 1574                             | Der Mélac- oder Schlurkerturm wurde 1574 erbaut. Geschützt nach § 2 DSchG |    |
|                | Steinzeitfunde | Katharinenlinde (Karte)                                | Vorgeschichte                    | Alt- und mittelsteinzeitliche Lesefunde, jungsteinzeitliche Siedlung, hallstattzeitlicher Grabhügel. Letzterer wurde 1832 erwähnt, ist jedoch heute nicht mehr sichtbar. Er dürfte hallstattzeitlich gewesen sein. Geschützt nach § 2 DSchG |    |
|                | Ortskern       | Paradiesweg, Spitalwaldweg, Sulzgrieser Straße (Karte) | Mittelalter, frühe Neuzeit       | Mittelalterlicher und frühneuzeitlicher Ortskern. Bodenfunde Geschützt nach § 2 DSchG |    |
| Weitere Bilder | Brennhaus      | Paradiesweg 13 (Karte)                                 | vor 1825                         | Vor 1825 errichtet Geschützt nach § 2 DSchG |    |
|                | Siedlung       | Rüderner Heide                                         | Vorgeschichte                    | Jungsteinzeitliche Siedlungsspuren Geschützt nach § 2 DSchG |    |
|                | Ruhbank        | Sulzgrieser Straße (Karte)                             | Ende 18./ Anfang 19. Jahrhundert | Ruhbank aus Sandsteinplatten vom Ende des 18. oder Anfang des 19. Jahrhunderts Geschützt nach § 2 DSchG |    |

## Sankt Bernhardt
| Bild | Bezeichnung                                    | Lage                       | Datierung           | Beschreibung | ID |
| ---- | ---------------------------------------------- | -------------------------- | ------------------- | --- | -- |
|      | Ruhbank                                        | Am Schönen Rain (Karte)    | 18./19. Jahrhundert | Ruhbank aus Sandsteinplatten vom Ende des 18. oder Anfang des 19. Jahrhunderts Geschützt nach § 2 DSchG |    |
|      | Evangelische St.-Bernhardt-Kirche mit Friedhof | Am Schönen Rain 72 (Karte) | 1382                | Die Kirche ist erstmals 1382 urkundlich belegt. Der Chorturm stammt aus dem Jahr 1450. Wiederaufbau nach der Zerstörung im Dreißigjährigen Krieg; ein Erweiterungsbau stürzte bei seiner Einweihung 1733 ein. Später wurde die Kirche geschlossen und ein neues Kirchenschiff gebaut, 1898/99 wurde das Bauwerk wiederum erweitert. Geschützt nach § 2 DSchG |    |

## Serach
| Bild | Bezeichnung                        | Lage                                                             | Datierung | Beschreibung | ID |
| ---- | ---------------------------------- | ---------------------------------------------------------------- | --------- | --- | -- |
|      | Schloss Serach                     | Schlößlesweg 39, 41, 45 (Karte)                                  | (?)       | Schloss Serach mit Nebengebäuden und Park Geschützt nach § 2 DSchG                                                                      |    |
|      | Schloss Serach                     | Schlößlesweg 39 (Karte)                                          | 1820      | 1820 erbautes Schlösschen, das durch Alexander von Württemberg vergrößert wurde Geschützt nach § 2 DSchG                                |    |
|      | Fremdenhaus oder Neues Schlösschen | Schlößlesweg 41 (Karte)                                          | 1853      | Fremdenhaus oder Neues Schlösschen, 1853 von Christian Friedrich Leins für Felix von Hohenlohe-Öhringen gebaut Geschützt nach § 2 DSchG |    |
|      | Castellanhaus                      | Schlößlesweg 45 (Karte)                                          | (?)       | Castellanhaus, von Heinrich Friedrich Haueisen für Felix von Hohenlohe-Öhringen gebaut Geschützt nach § 2 DSchG                         |    |
|      | Wüstung Steinigenhardt             | Seracher Straße 161, 165, 177, 177/1, 179, 183, 185, 187 (Karte) | (?)       | Spätmittelalterliche Ansiedlung, Bodenfunde sind zu erwarten. Geschützt nach § 2 DSchG                                                  | BW |

## Sirnau
| Bild | Bezeichnung                                 | Lage | Datierung                 | Beschreibung | ID |
| ---- | ------------------------------------------- | --- | ------------------------- | --- | -- |
|      | Siedlungen                                  | Alemannenweg, Bussardweg, Elsterweg, Eulenweg, Habichtweg, Häherweg, Schwalbenweg, Untere Ebene (Karte) | Vorgeschichte             | Jungstein-, urnenfelder- und La-Tène-zeitliche Siedlungsspuren, hallstattzeitliche Grabhügel, römische Einzelfunde und frühmittelalterliches Gräberfeld. Bei Ausgrabungen des frühmittelalterlichen Reihengräberfeldes wurden 1936 fünf spätzhallstattzeitliche Gräber gefunden. Diese waren früher wohl von Hügeln überwölbt. Das Grab einer Frau fiel durch reiche Beigaben, darunter Goldschmuck und Korallenperlen, auf. Neben Oberflächenfunden, die auf eine Besiedlung während der Jungsteinzeit, der Urnenfelder- und der La-Tène-Zeit schließen lassen, kamen im Bereich des frühmittelalterlichen Gräberfeldes auch einige Scherben römischer Gebrauchskeramik zutage. Geschützt nach § 2 DSchG                      | BW |
|      | Siedlung                                    | Bodenacker                                                                                              | Vorgeschichte             | Jungsteinzeitliche und vorgeschichtliche Siedlung. (Siehe Riederacker) Geschützt nach § 2 DSchG |    |
|      | Siedlungen                                  | Dornierstraße, Finkenweg, Sirnauer Brücke, Untere Ebene (Karte)                                         | Vorgeschichte             | Siedlungsreste aus der Urnenfelder- und der La-Tène-Zeit. Pfostenlöcher wiesen auf eine frühurnenfelderzeitliche Siedlung hin, als 1966 beim Straßenbau im Südbereich der Sirnauer Brücke gearbeitet wurde. 2007 wurden im Westbereich der Dornierstraße weitere Pfostenlöcher und Keramikscherben der La-Tène-Zeit gefunden. Geschützt nach § 2 DSchG | BW |
|      | Staustufe Oberesslingen                     | Inselstraße 2, Nymphaeaweg 15, Sirnauer Brücke 9, 11, 13, 15 (Karte)                                    | 1920 (geplant), 1964–1968 | Die Staustufe wurde 1920 geplant. Umgesetzt wurde in den Jahren 1927 bis 1929 das Wasserkraftwerk (siehe Nymphaeaweg 15) und ein Wehr bei Zell, das 1953/55 wieder abgerissen und durch ein in die Sirnauer Brücke integriertes Wehr ersetzt wurde. Die Doppelschleuse Oberesslingen wurde von 1964 bis 1968 fertiggestellt. Geschützt nach § 2 DSchG |    |
|      | Abgegangene Siedlung Untersirnau mit Kirche | Nymphaeaweg 6 (Karte)                                                                                   | Mitte 13. Jahrhundert     | Seit Mitte des 13. Jahrhunderts war eine Kirche in Untersirnau urkundlich bekannt. Das Dorf fiel im 15. Jahrhundert wüst, die Kirche wurde später zur Scheune und 1922 abgerissen. Ihre Fundamente sollen aber 1936 bei Grabungen noch gefunden worden sein, ebenso Reste des Friedhofs und spätmittelalterliche Keramikscherben. Geschützt nach § 2 DSchG | BW |
|      | Kraftwerk Oberesslingen                     | Nymphaeaweg 15 (Karte)                                                                                  | 1929                      | Das Nymphaeaweg 15 ist ein Laufwasserkraftwerk von Paul Bonatz aus dem Jahr 1929. Geschützt nach § 2 DSchG |    |
|      | Siedlungen                                  | Riederacker, Bodenacker                                                                                 | Vorgeschichte             | Jungsteinzeitliche und vorgeschichtliche Siedlung. Funde eines Klingenbruchstücks und von Gruben mit Resten von Holzkohlen und Scherben lassen auf eine jungsteinzeitliche oder sonstige vorgeschichtliche Siedlung schließen. Geschützt nach § 2 DSchG |    |
|      | Plastik                                     | Sirnauer Brücke (Karte)                                                                                 | 1956                      | Großer Fährmann von Bernhard Heiliger. Bronzeguss, 1956 aufgestellt. Der Große Fährmann gilt als eine der bedeutendsten Brückenfiguren ihrer Zeit in Deutschland. Geschützt nach § 2 DSchG |    |
|      | Hof und Keller                              | Sirnauer Hof 1, 2 (Karte)                                                                               | 1544, 18. Jahrhundert     | 1241 wurde auf dem Grundstück, das zuvor Adeligen gehört hatte, ein Dominikanerinnenkloster gebaut, das nach 1292, als der Konvent in die Pliensauvorstadt gezogen war, als Wirtschaftshof weitergeführt wurde. Dieser kam 1525 in den Besitz des Katharinenspitals und 1535 in den der Reichsstadt Esslingen. Nach mehreren Zerstörungen wurde der Hof laut einer Reliefinschrift ab 1544 wieder aufgebaut. Das Wohngebäude stammt wahrscheinlich samt Scheune aus dem 18. Jahrhundert, wobei in der Südwand der Scheune Überreste des Langhauses der Kirche eingebaut sind. Im Keller des Gutshauses sind Reste dieser Kirche mit Polygonalchor erhalten geblieben. Mit Bodenfunden ist zu rechnen. Geschützt nach § 2 DSchG |    |

## Sulzgries
| Bild           | Bezeichnung               | Lage                                                                 | Datierung                  | Beschreibung | ID |
| -------------- | ------------------------- | -------------------------------------------------------------------- | -------------------------- | --- | -- |
| Weitere Bilder | Ortskern (Sachgesamtheit) | Bergstraße, Kelterstraße (Karte)                                     | Mittelalter, frühe Neuzeit | Mittelalterlicher und frühneuzeitlicher Ortskern. Sulzgries wurde 1275 erstmals als Esslinger Filialdorf erwähnt, als die Witwe des Ritters Wolfram, des Vogtes zu Rems, ein Gut in Sulzgries an das Kloster Mariental (Steinheim an der Murr) schenkte. Geschützt nach § 2 DSchG      |    |
|                | Brennhaus                 | Bergstraße 11 (Karte)                                                | 1835                       | 1835 errichtetes Brennhaus aus Sandstein mit Fachwerkgiebel Geschützt nach § 2 DSchG |    |
|                | Römische Siedlung         | Hochwiesenweg, Hohenackerstraße, Mäzenhellesweg, Weißdornweg (Karte) | Antike                     | Reste einer römischen Siedlung wurden 2005 gefunden, mit weiteren Funden ist zu rechnen Geschützt nach § 2 DSchG | BW |
|                | Bauernhaus                | Hohenackerstraße 7 (Karte)                                           | 1826                       | 1826 errichtetes Bauernhaus mit Scheune und Stall Geschützt nach § 2 DSchG |    |
|                | Grabhügel                 | Obere Kastenäcker, Untere Spitaläcker                                | Hallstattzeit ?            | Vorgeschichtliche Grabhügel, wahrscheinlich aus der Hallstattzeit. 1935 waren diese Grabhügel noch etwa 1,50 Meter hoch. Angrenzende Ackerflächen wiesen dunkel verfärbte Stellen auf, die vielleicht auf weitere Gräber oder auf Siedlungsreste hindeuteten. Geschützt nach § 2 DSchG |    |
|                | Kirche und Leichenhaus    | Sulzgrieser Straße 111, 113 (Karte)                                  | 1837–39                    | Im Kameralamtsstil 1837–39 errichtete Kirche. Das Leichenhaus stammt aus dem Jahr 1925 Geschützt nach § 2 DSchG |    |
|                | Schulhaus                 | Sulzgrieser Straße 122 (Karte)                                       | 1904                       | Von Gustav Blümer entworfenes Schulhaus aus dem Jahr 1904 Geschützt nach § 2 DSchG |    |
|                | Altes Schulhaus           | Sulzgrieser Straße 124 (Karte)                                       | 1847                       | Altes Schulhaus. 1847 im Kameralamtsstil gebaut, 1869 um eine zweite Lehrerwohnung erweitert, seit 1970 Kindergarten Geschützt nach § 2 DSchG |    |

## Wäldenbronn
| Bild | Bezeichnung        | Lage                           | Datierung    | Beschreibung | ID |
| ---- | ------------------ | ------------------------------ | ------------ | --- | -- |
|      | Lesefunde          | Katzenbühl, Stettener Straße   | (?)          | Mittelsteinzeitliche Lesefundstelle Geschützt nach § 2 DSchG |    |
|      | Weingärtnerhaus    | Stettener Straße 61 (Karte)    | 1819         | 1819 errichtetes Fachwerkhaus auf massivem Sockel Geschützt nach § 2 DSchG |    |
|      | Söflinger Pfleghof | Stettener Straße 84–90 (Karte) | 1342 bezeugt | Die Anfänge reichen eventuell bis ins 13. Jahrhundert zurück, erstmals bezeugt ist der Pfleghof aber 1342. 1768 wurde er an den württembergischen Hofrat und Kreiskassiert Tritschler aus Ulm verkauft, der ihn an Wäldenbronner Bauern weitergab, woraufhin das Anwesen parzelliert wurde. Ein Stall wurde im 18. Jahrhundert zum Wohngebäude umgebaut, die Kelter am Ende des 19. Jahrhunderts abgerissen. Durch einen Fliegerangriff wurden drei der vier Wohnhäuser auf dem Hofareal 1944 zerstört. Geschützt nach § 2 DSchG | BW |

## Weil
| Bild | Bezeichnung                                                 | Lage                                               | Datierung             | Beschreibung | ID |
| ---- | ----------------------------------------------------------- | -------------------------------------------------- | --------------------- | --- | -- |
|      | Dominikanerinnenkloster Weil (abgegangen)                   | Klosterallee 12–26, 29–35, Wannenrain 1, 3 (Karte) | (?)                   | Abgegangenes Dominikanerinnenkloster Weil Geschützt nach § 2 DSchG | BW |
|      | Gestüt                                                      | Klosterallee 12, 18, 20 (Karte)                    | 18. Jahrhundert, 1820 | Folgende Gebäude gehören dazu: Nr. 12: Musterstallung für 36 Fohlenstuten, 1820 erbaut Nr. 18: Stutenhof des Gestüts Weil. 1820 von Giovanni Salucci geplant, 1857/58 gebaut Nr. 20: Ökonomiegebäude aus dem 18. Jahrhundert Geschützt nach § 2 DSchG                                       |    |
|      | Traineranstalt                                              | Königsallee 1 (Karte)                              | 1898                  | Traineranstalt des Württembergischen Reitervereins. 1898 errichtet; erhalten blieb nach Abriss der Stallung im Jahr 2007 nur der historistische Turm. Geschützt nach § 2 DSchG |    |
|      | Schloss Weil                                                | Königsallee 33 (Karte)                             | 1819/20               | Das Schloss Weil wurde von Giovanni Salucci 1819/20 im Auftrag Wilhelms I. im Stil einer italienischen Landvilla erbaut. Es ist rings von einer gusseisernen Veranda umgeben, das Treppenhaus aus Neresheimer Marmor hat ein Oberlicht in Form einer Glaspyramide. Geschützt nach § 2 DSchG |    |
|      | Abgegangenes Dominikanerinnenkloster Weil – erhaltene Teile | Wannenrain 1, 3 (Karte)                            | (?)                   | Klostermauer mit Torhaus, Meierei und Scheune Geschützt nach § 2 DSchG |    |

## Wiflingshausen
| Bild | Bezeichnung                                          | Lage                   | Datierung       | Beschreibung | ID |
| ---- | ---------------------------------------------------- | ---------------------- | --------------- | --- | -- |
|      | Schutzhütte, sogenanntes Dulkhäusle, mit Relieftafel | Römerstraße 16 (Karte) | 19. Jahrhundert | Hölzerne Schutzhütte mit rotem Ziegelwalmdach, erbaut im 19. Jahrhundert. Das Gebäude wurde zwischen 1880 und 1884 von Albert Dulk genutzt und später nach diesem benannt sowie mit einem Reliefbildnis des Schriftstellers geschmückt. Das Dulkhäusle verlor 2010 seinen Denkmalstatus, als bei Renovierungsarbeiten festgestellt wurde, dass das erhaltene Holzwerk großenteils nicht mehr aus Dulks Zeit stammte, wurde daraufhin abgerissen und am selben Standort nachgebaut. An dem Neubau wurde die alte Relieftafel wieder angebracht. Geschützt nach § 2 DSchG |    |

## Zell
| Bild | Bezeichnung                                          | Lage | Datierung                  | Beschreibung | ID |
| ---- | ---------------------------------------------------- | --- | -------------------------- | --- | -- |
|      | Ortskern (Sachgesamtheit)                            | Bachgraben, Bachstraße, Forststraße, Hauptstraße, Kirchstraße, Schulgässle, Traubengässle, Untere Straße, Wilhelmstraße (Karte) | Mittelalter, frühe Neuzeit | Mittelalterlicher und frühneuzeitlicher Ortskern. Die ehemals selbstständige Gemeinde Zell am Neckar wurde 1229 erstmals urkundlich erwähnt. Im 13. Jahrhundert befand sie sich im Besitz der Grafen von Aichelberg. Geschützt nach § 2 DSchG | BW |
|      | Ruhbank                                              | Egert (Karte) | (?)                        | Diese Ruhbank diente – wie andere ihrer Art – früher als Rastmöglichkeit am Wegesrand und zum selbständigen Abstellen und Wiederaufnehmen von Lasten, die auf dem Rücken oder auf dem Kopf transportiert wurden. Geschützt nach § 2 DSchG     |    |
|      | Schutzhütte                                          | Heiligenbergweg (Karte) | Um 1800                    | Um 1800 errichtete Schutzhütte aus Sandstein mit Fachwerkgiebel Geschützt nach § 2 DSchG |    |
|      | Evangelische Johanneskirche mit Friedhof und Kapelle | Kirchstraße 13 (Karte) | (?)                        | Die Evangelische Johanneskirche ist eine moderne Kirche der Nachkriegszeit Geschützt nach § 2 DSchG |    |
|      | Backhaus aus dem 19. Jahrhundert                     | Wilhelmstraße 23 (Karte) | 19. Jahrhundert            | Das Backhaus war früher eine Gemeinschaftseinrichtung des Dorfes. Geschützt nach § 2 DSchG |    |
|      | Bauernhaus                                           | Wilhelmstraße 33 (Karte) | (?)                        | Das Bauernhaus besitzt eine Schieferverkleidung. Geschützt nach § 2 DSchG |    |

## Zollberg
| Bild | Bezeichnung                       | Lage                                           | Datierung | Beschreibung | ID |
| ---- | --------------------------------- | ---------------------------------------------- | --------- | --- | -- |
|      | Villa                             | Hohenheimer Straße 65 (Karte)                  | 1903      | Nach Plänen von Albert Benz errichtete Villa des Eisenbahnsekretärs Karl Siegel Geschützt nach § 2 DSchG | BW |
|      | Evangelische Christuskirche       | Hohenstaufenstraße 4, Neuffenstraße 18 (Karte) | 1963      | Die Evangelische Christuskirche, mit fünfeckigem Grundriss, wurde von Heinz Rall geplant. Sie besitzt eine freitragende Dachkonstruktion, die wie ein ausgespanntes Zeltdach wirkt. Geschützt nach § 2 DSchG |    |
|      | Katholische St.-Augustinus-Kirche | Waldheimstraße 10 (Karte)                      | 1959      | Diese Kirche ist in modernem Stil gebaut. Geschützt nach § 2 DSchG |    |